# Louis Friant
Louis Friant (Morlancourt, 18 de setembro de 1768 - Seraincourt (Val-d'Oise), 24 de junho de 1829) foi um General de divisão francês, nobre e Par de França. Mais tarde, ascendeu a Tenente-General do Império. Lutou nas Guerras Revolucionárias Francesas e nas Guerras Napoleônicas. 

## Juventude e guerras revolucionárias francesas
Filho de um fabricante de cera, Louis alistou-se nos Gardes Françaises em fevereiro de 1781, aos 22 anos. Ele ascendeu ao posto de cabo antes de deixar o serviço militar em 1787. Com a eclosão da Revolução Francesa, Louis se ofereceu como voluntário para a Garde Nationale de Paris em setembro de 1789. Foi eleito tenente-coronel do 9º Batalhão de Paris em setembro de 1792, liderando esse batalhão na fronteira alemã sob o exército do Mosela até ser ferido na perna esquerda em 16 de dezembro de 1793.
Retornando à ação como coronel da Demi-Brigade 181 e em março de 1794, Friant participou da grande vitória de Fleurus em 26 de junho de 1794. Ele foi o comandante interino por um breve período de uma brigada (julho de 1794) e uma divisão (agosto de 1794). Ele serviu nos cercos de Maastricht (outubro de 1794) e Luxemburgo (abril de 1795). Ele foi promovido a Général de Brigade em 13 de junho de 1795.
Após um período como governador militar de Luxemburgo, Friant serviu no Exército de Sambre-et-Meuse em 1796 ao longo do Reno . Em janeiro de 1797, ele se juntou à Divisão de Bernadotte do Exército da Itália. Ele serviu na Batalha do Tagliamento (16 de março de 1797) e assumiu o comando da 5ª Brigada, 3ª Divisão (30e e 55e Ligne) a partir de junho de 1797.

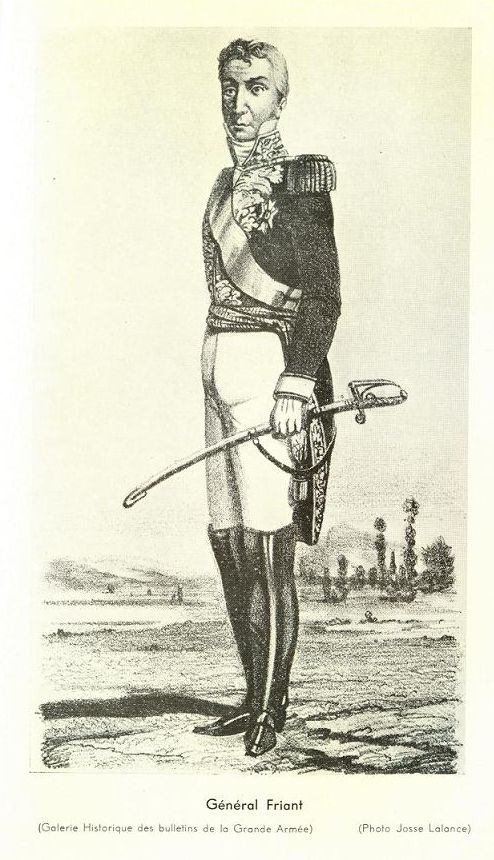
General Louis Friant

## Guerras Napoleônicas

### Egito
Friant comandou a 2ª Brigada (61e e 88e Ligne) da divisão do general Desaix no Egito, participando da Batalha das Pirâmides (21 de julho de 1798) e da brilhante campanha de Desaix no Alto Egito. Ele foi provisoriamente promovido a Général de Division em 4 de setembro de 1799, e sucedeu Desaix como comandante no Alto Egito depois que Desaix partiu para desempenhar seu papel decisivo, mas fatal na campanha de Marengo. Friant assumiu um papel de liderança na supressão da grande revolta no Cairo em março-abril de 1800. Confirmado no posto de Général de Division e nomeado governador de Alexandria em setembro de 1800, ele lutou contra os britânicos na Segunda Batalha de Aboukir (8 de março de 1801), e defendeu Alexandria até agosto de 1801.
Repatriado com os remanescentes do Exército do Oriente, Friant serviu como inspetor-geral de infantaria em 1801–03 antes de ingressar no Corpo de exército de seu cunhado Davout no acampamento de Bruges. Lá, ele moldou a 2ème Division, III Corps em "o que provavelmente se tornou a melhor divisão de linha na face da terra" (Bowden, Napoleon e Austerlitz).

### Grandes dias do Império
Na campanha de Ulm-Austerlitz de 1805, a Divisão Friant ganhou a reputação de marchar rápida e eficaz. Esta qualidade teve um uso excelente quando a Divisão foi convocada de Viena para reforçar o Grande Armée em Austerlitz, marchando 70 milhas em 46 horas e chegando a tempo de contra-atacar os Aliados em Telnice e Sokolnice na manhã de 2 de dezembro de 1805. Em Na luta feroz ao longo do riacho Goldbach, Friant teve três cavalos mortos sob seu comando.
Friant foi condecorado com a Grande Águia da Legião de Honra em 27 de dezembro de 1805. Na campanha de 1806, na Batalha de Auerstädt (14 de outubro de 1806) em que o III Corpo de exército de Davout de 26 000 homens enfrentou e derrotou o corpo principal prussiano de 63 000, A divisão de Friant avançou à direita, virando o flanco esquerdo prussiano. A infantaria de Friant e Charles-Étienne Gudin de La Sablonnière, em posição quadrada, resistiu e destruiu um ataque maciço de cavalaria liderado pelo próprio Blücher.
Na campanha polonesa, a Divisão de Friant lutou com sucesso no forçamento do Rio Ukra em 24 de dezembro de 1806. Na Batalha de Eylau, a Divisão de Friant chegou para reforçar a direita francesa na manhã de 8 de fevereiro de 1807, ajudando a virar uma quase derrota em um impasse. Friant sofreu um ferimento a bala no lado direito em Eylau.
Friant foi nomeado Conde de l'Empire em 5 de outubro de 1808.
Na campanha de 1809, a Divisão de Friant lutou com distinção em Teugen-Hausen (19 de abril), Abensberg (21 de abril), Eckmühl (22 de abril) e Ratisbon (23 de abril). Na Batalha de Wagram em 6 de julho de 1809, Friant foi ferido no ombro por um fragmento de projétil durante a invasão bem-sucedida da Torre Quadrada em Markgrafneusiedl.

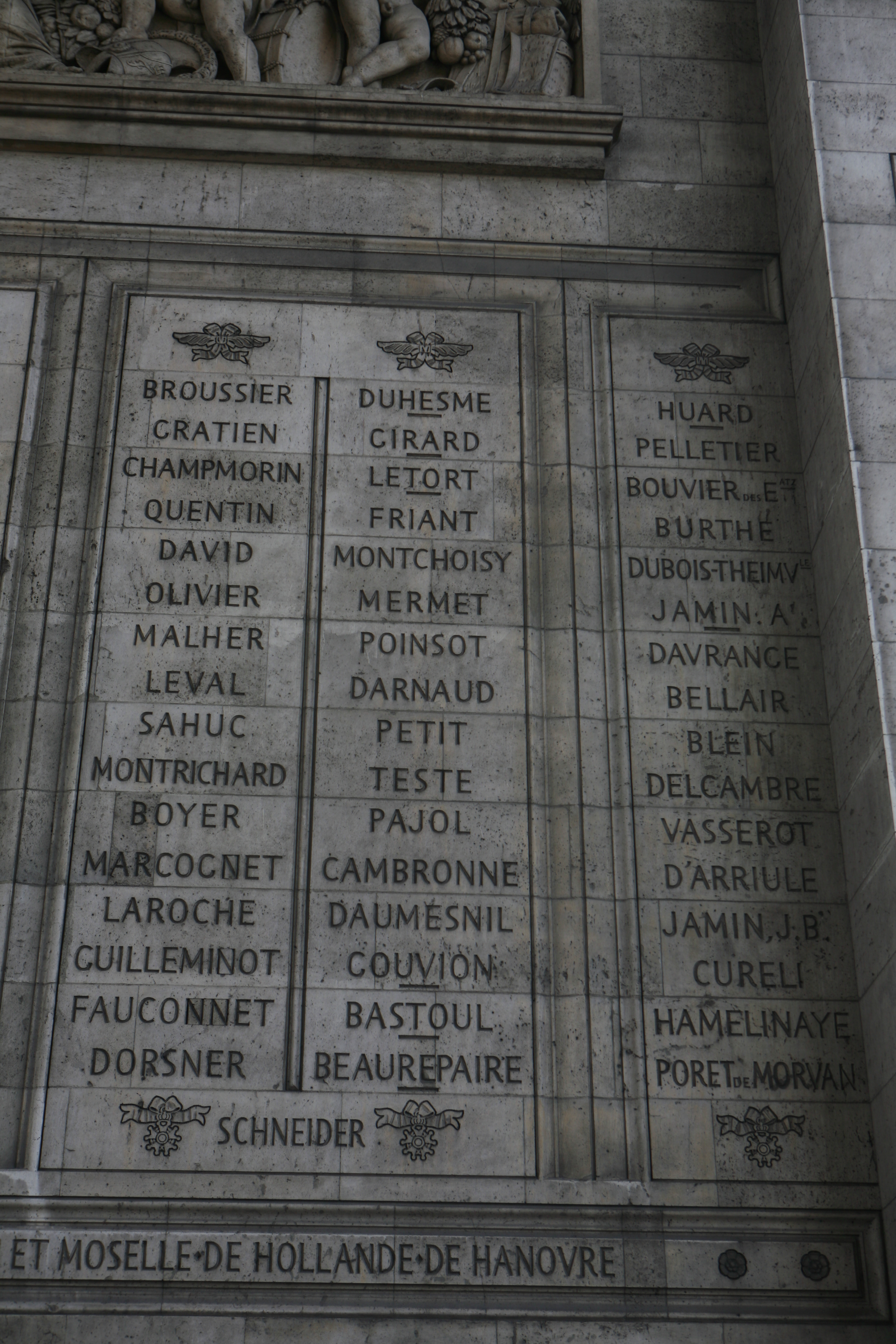
O nome dele está no arco do triunfo em Paris

### Rússia, Alemanha, França
Na campanha russa de 1812 , Friant comandou a 2ª Divisão do I Corpo de exército de Davout. Em agosto de 1812, após a morte do general Jean-Marie Dorsenne, ele foi nomeado comandante dos Granadeiros à Pied de la Vieille Garde. Friant permaneceu à frente de sua divisão. Ele foi ferido na Batalha de Smolensk (17 de agosto) e gravemente ferido durante a captura da vila de Semenovskaya na Batalha de Borodino (7 de setembro de 1812). Incapacitado e deixado para trás em Gzhatsk , ele ainda estava lá com seus ferimentos não cicatrizados quando o exército em retirada retornou a Gzhatsk no final de outubro.
Friant voltou à França para se recuperar de seus ferimentos em janeiro de 1813. Ele voltou ao front em junho de 1813, comandando a Divisão da Velha Guarda nas batalhas de Dresden (26 de agosto), Leipzig (16-19 de outubro) e Hanau (30 de outubro 1813).
Na campanha de 1814 na França, Friant e sua 1ª Divisão da Velha Guarda travaram uma ação defensiva bem-sucedida contra os austríacos de Gyulai em Bar-sur-Aube em 24 de janeiro. Friant participou da contra-ofensiva surpresa de Napoleão contra o Exército da Silésia de Blücher, obtendo vitórias em Montmirail (11 de fevereiro), Château-Thierry (12 de fevereiro) e Vauchamps (14 de fevereiro de 1814). A Velha Guarda de Friant era o núcleo e a reserva da massa de manobra do imperador. Eles estavam comprometidos com a batalha no confronto sangrento e indeciso em Craonne (7 de março de 1814), o reverso em Laon (9–10 de março), a recaptura de Reims (13 de março) e a derrota em Arcis-sur-Aube, (20 de março).

### Waterloo e os anos finais
Durante o exílio de Napoleão, Friant foi mantido como comandante dos granadeiros à pied de France. Na campanha dos Cem Dias, foi Coronel-Chefe dos Granadeiros à Pied de la Vieille Garde. Seus homens fizeram o ataque final a Ligny quando a escuridão caiu em 16 de junho de 1815. Em 18 de junho, em Waterloo, Friant liderou seus granadeiros da velha guarda no ataque final e fatídico ao centro aliado, onde foi ferido mais uma vez.
Friant aposentou-se em setembro de 1815. Morreu em 24 de junho de 1829, aos 70 anos.